# الدوري الإيطالي الدرجة الثانية 1951–52
الدوري الإيطالي الدرجة الثانية 1951–52 (بالإيطالية: Serie B 1951-1952)‏ هو موسم من الدوري الإيطالي الدرجة الثانية. أقيم خلال الفترة 9 سبتمبر 1951 وحتى 22 يونيو 1952، وأشرف على تنظيمه Lega Nazionale Professionisti ‏، وكان عدد الأندية المشاركة فيه 20، وفاز فيه نادي روما.